# Brahian Peña
Brahian de Jesus Peña Roque (3 aprile 1994) è un ostacolista dominicano naturalizzato svizzero.

## Biografia
Nato in Repubblica Dominicana, Peña nel 2012 ha trasferito la propria nazionalità sportiva in Svizzera dove viveva da qualche anno. Ha disputato le prime competizioni a livello giovanile, vincendo una medaglia di bronzo agli Europei juniores in Italia. Ha debuttato con la nazionale seniores nel 2016 prendendo parte a due edizioni dei Mondiali indoor e degli Europei, senza andare oltre le batterie.

## Palmarès
| Anno                             | Manifestazione           | Sede       | Evento   | Risultato  | Prestazione | Note |
| -------------------------------- | ------------------------ | ---------- | -------- | ---------- | ----------- | ---- |
| In rappresentanza della Svizzera |                          |            |          |            |             |      |
| 2012                             | Mondiali U20             | Barcellona | 110 m hs | Semifinale | 13"90       |      |
| 2012                             | Mondiali U20             | Barcellona | 4×100 m  | Batteria   | dq          |      |
| 2013                             | Europei U20              | Rieti      | 110 m hs | Bronzo     | 13"31       |      |
| 2013                             | Europei U20              | Rieti      | 4×100 m  | 6º         | 40"26       |      |
| 2015                             | Europei U23              | Tallinn    | 110 m hs | 5º         | 13"90       |      |
| 2015                             | Europei U23              | Tallinn    | 4×100 m  | Batteria   | 40"61       |      |
| 2016                             | Mondiali indoor          | Portland   | 60 m hs  | Batteria   | 7"87        |      |
| 2016                             | Europei                  | Amsterdam  | 110 m hs | Batteria   | 13"98       |      |
| 2018                             | Europei                  | Berlino    | 110 m hs | Batteria   | 14"50       |      |
| 2019                             | Europei indoor           | Glasgow    | 60 m hs  | Batteria   | 7"93        |      |
| 2019                             | Giochi europei           | Minsk      | 110 m hs | 14º        | 14"19       |      |
| 2019                             | Giochi mondiali militari | Wuhan      | 110 m hs | 6º         | 14"08       |      |
| 2019                             | Giochi mondiali militari | Wuhan      | 4×100 m  | Batteria   | 41"38       |      |
| 2021                             | Europei indoor           | Toruń      | 60 m hs  | Semifinale | 7"87        |      |